# Christuskirche (Bodenfelde)

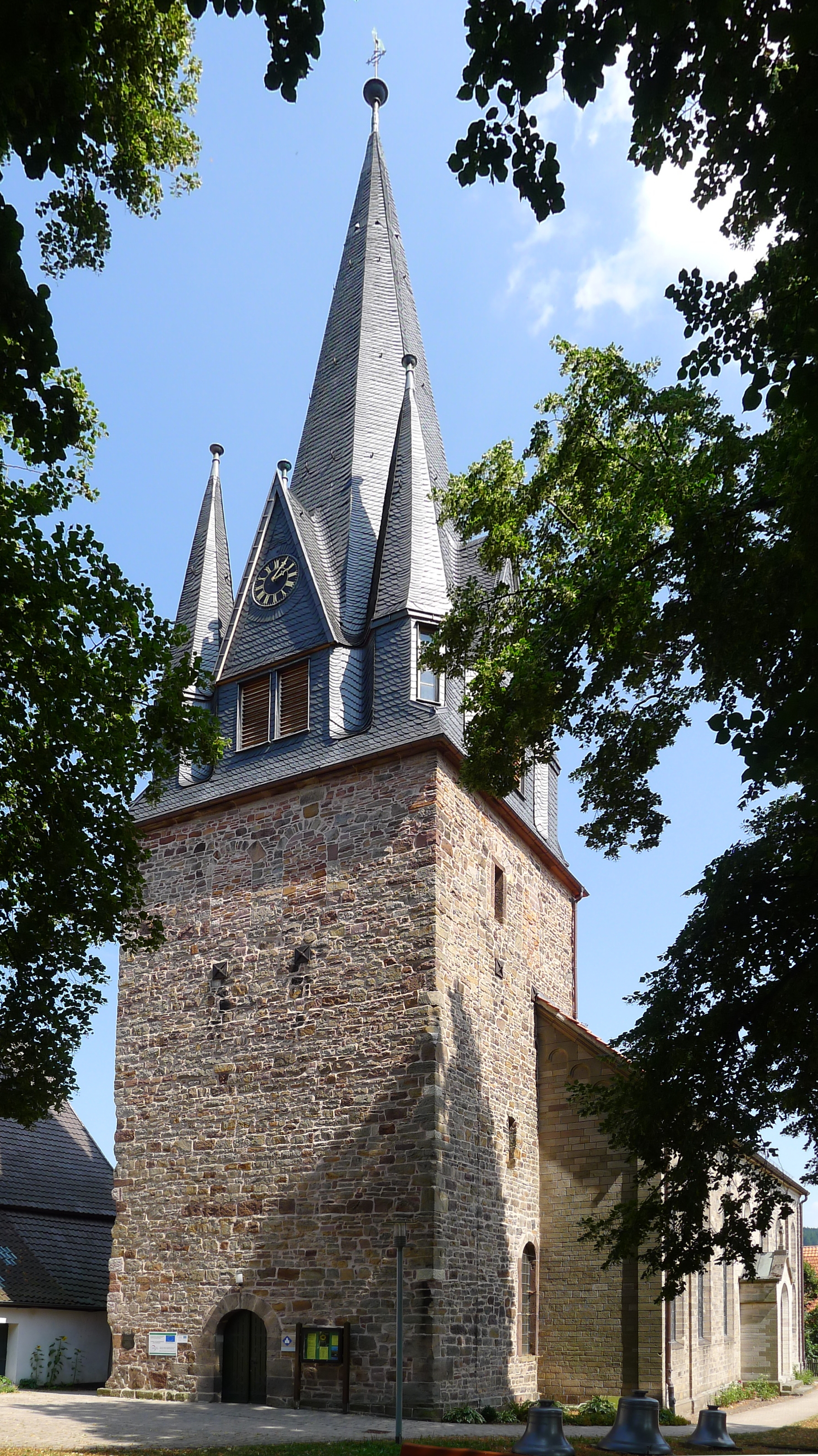
Christuskirche, Turm (2013)

Die evangelisch-lutherische denkmalgeschützte Christuskirche steht in Bodenfelde, einem Flecken im Landkreis Northeim von Niedersachsen. Die Kirchengemeinde gehört zum Kirchenkreis Leine-Solling im Sprengel Hildesheim-Göttingen der Evangelisch-lutherischen Landeskirche Hannovers.

## Geschichte
Die Pfarrkirche von Bodenfelde geht auf eine Gründung der Abtei Corvey zurück, die hier eine Missionskirche gründete, die kirchlich dem Archidiakonat Höxter in der Diözese Paderborn unterstand. Seit dem 11. Jahrhundert machte sich der Einfluss von Kloster Lippoldsberg verstärkt bemerkbar, das schließlich 1278 das Patronat über die Kirche erwarb. Als erster namentlich bekannter Pfarrer von Bodenfelde (sacerdos de Budenefelde) erscheint 1283 der Priester Andreas. Unter der im benachbarten Schloss Nienover residierenden Herzogin Elisabeth von Calenberg-Göttingen führte Anton Corvinus 1543 die Reformation in Bodenfelde ein.

## Architektur
Vom Gründungsbau der Kirche ist der romanische Westturm erhalten. Seinen achtseitigen Spitzhelm mit vier Zwerchhäusern über den Quadratseiten zwischen kleinen spitzen Ecktürmchen erhielt er nach einem Turmbrand im Jahre 1887.

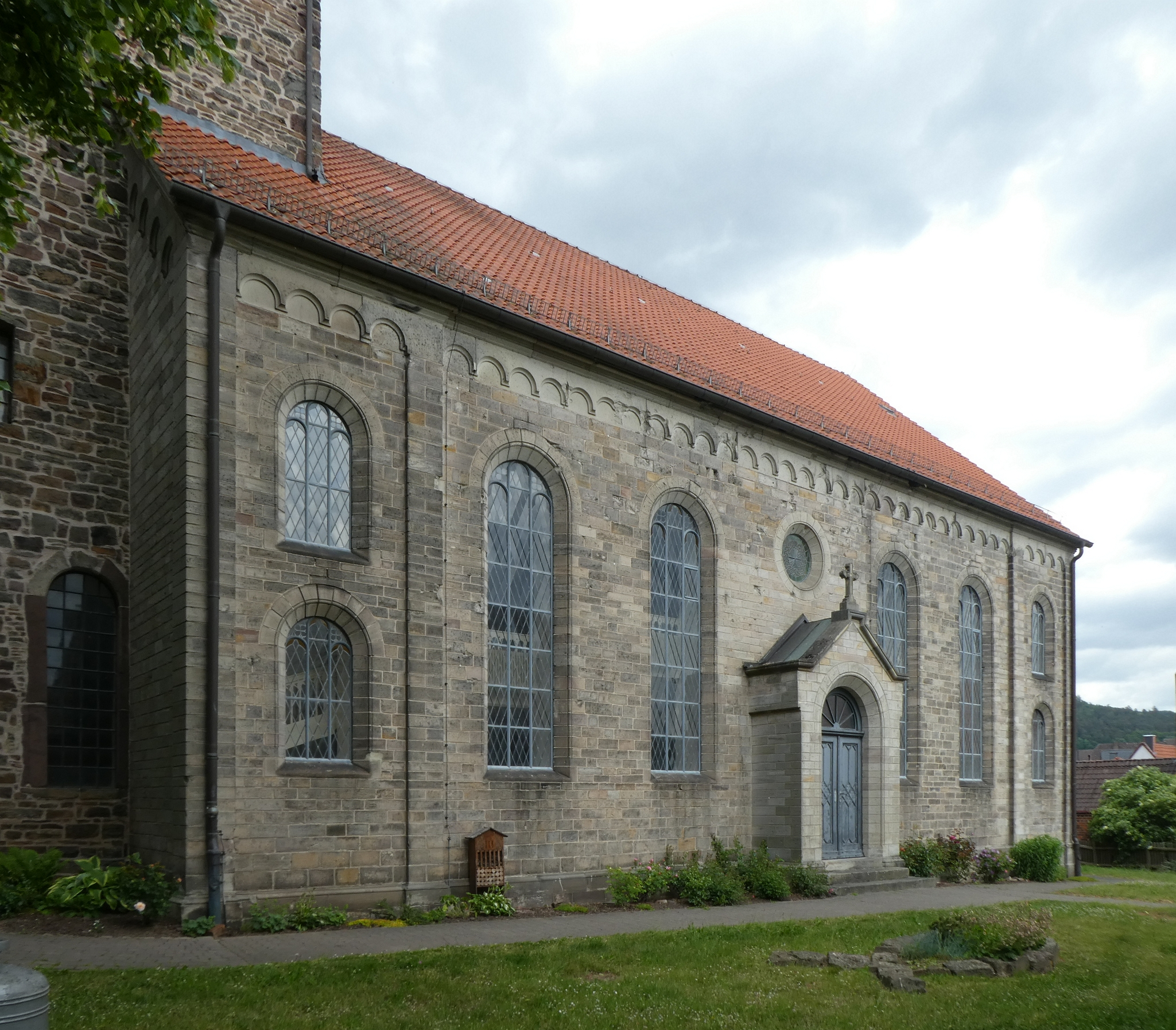
Südfassade des Doeltz-Anbaus (2025)

Das mittelalterliche Kirchenschiff wurde ab 1853 durch einen am 18. November 1855 eingeweihten Neubau ersetzt. Nach Entwurf des königlich hannoverschen Landbaumeisters Friedrich Doeltz entstand ein dreischiffiger, siebenachsiger Sandsteinquaderbau mit eingezogenem 5/8-Chor im Rundbogenstil, dessen äußere Fassadenachsen zweigeschossig gegliedert sind. Eine Besonderheit sind die aus der Erbauungszeit erhaltenen eisernen Maßwerkfenster, ebenfalls mit Rundbogengliederungen.

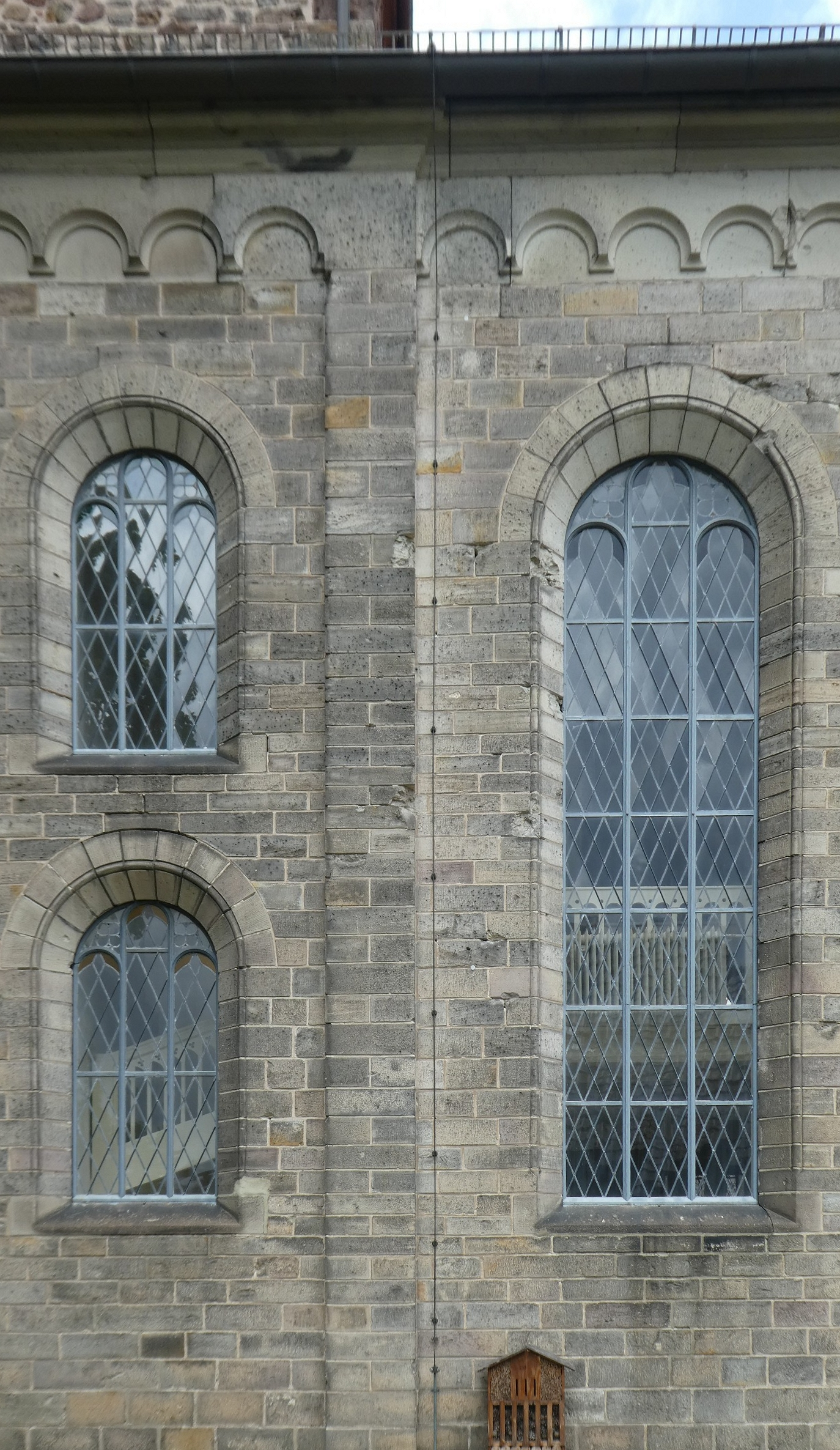
Südfassade (2025)

## Inneres und Ausstattung
Der Kirchenraum ist als Emporenhalle gestaltet, dessen mächtige Rundbogenarkaden von hölzernen Achteckpfeilern mit feinen Blattkapitellen getragen werden. Die Seitenschiffe sind flachgedeckt, während das zwischen Turm und Chor eingespannte Mittelschiff eine unter der Dachkonstruktion abgehängte, gefaltete Decke aufweist.
Die Raumschale der Wände und Decken ist 1976 modernisiert und farbig neu gefasst worden, wobei auch ein neuer Steinfußboden eingezogen und loses Einzelgestühl aufgestellt wurde. Die vorerst letzt Renovierung des Innenraums mit nunmehr altweißer Farbfassung und einem blauen Sternenhimmel über dem Chor fand 2014 statt.
Zur aus der Erbauungszeit des Kirchenschiffs in den 1850er Jahren stammenden Ausstattung gehören eine in der Mittelachse hinter dem schlichten Tischaltar angeordnete Kanzel aus Holz, die symmetrisch über seitliche Treppenläufe erschlossen wird, sowie die Taufe; beide sind im zeittypischen neuromanisch-neugotischen Mischstil gestaltet. Die drei aus der Glasmalerfirma Henning & Andres (Hannover) stammenden, bunt verglasten Rundbogenfenster im Chor sind mit Stifterinschrift und -wappen 1912 datiert; das mittlere zeigt passend zum Patrozinium der Kirche eine Darstellung des segnenden Christus mit dem Alpha & Omega, die beiden äußeren Fenster eine Ornamentverglasung.

Von der Ausstattung der Vorgängerkirche sind einzig zwei Grabplatten des 17. Jahrhunderts erhalten, die hinten in den Seitenschiffen aufgestellt sind.

Inneres
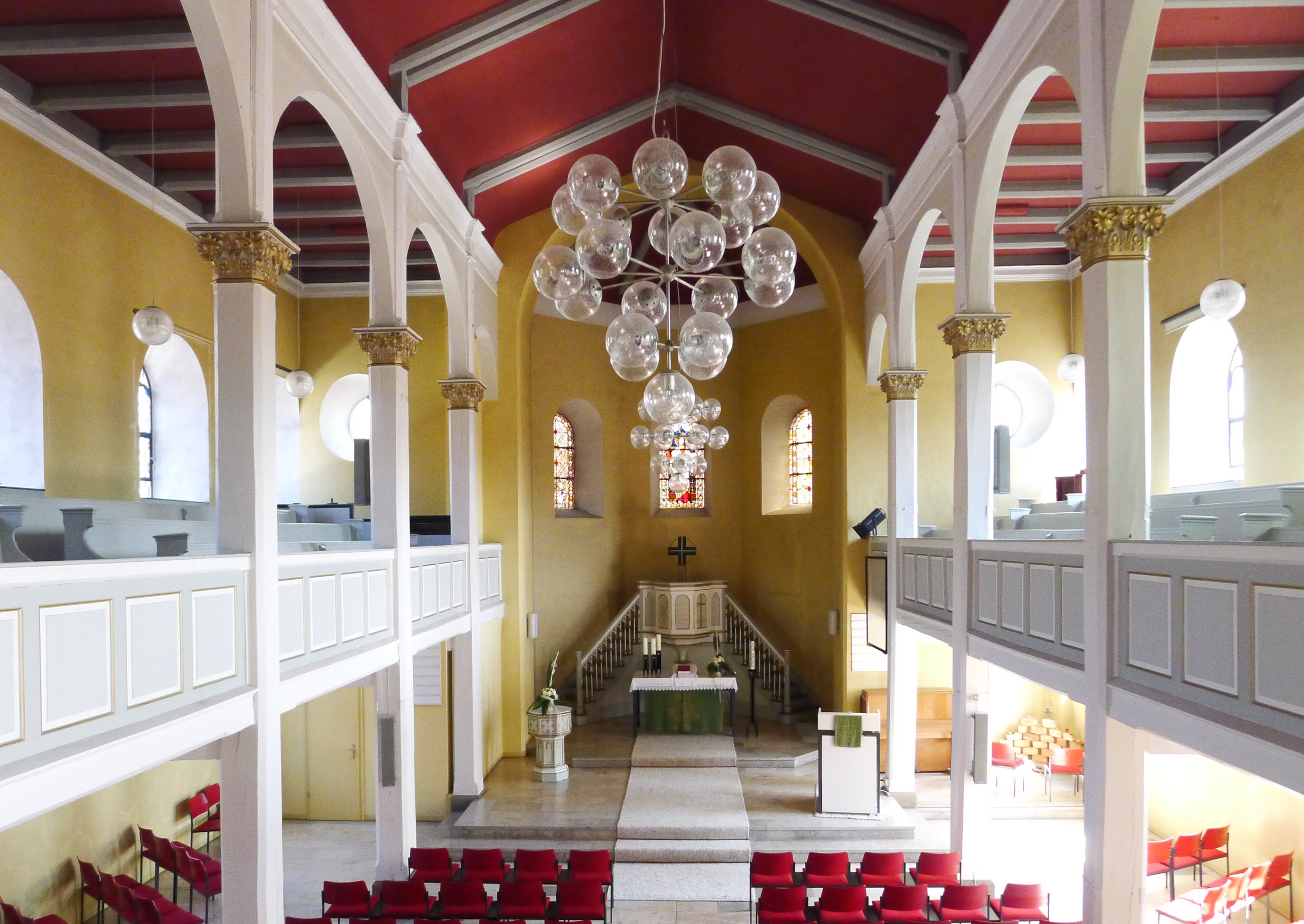
Innenansicht nach Osten zum Chor (2013)
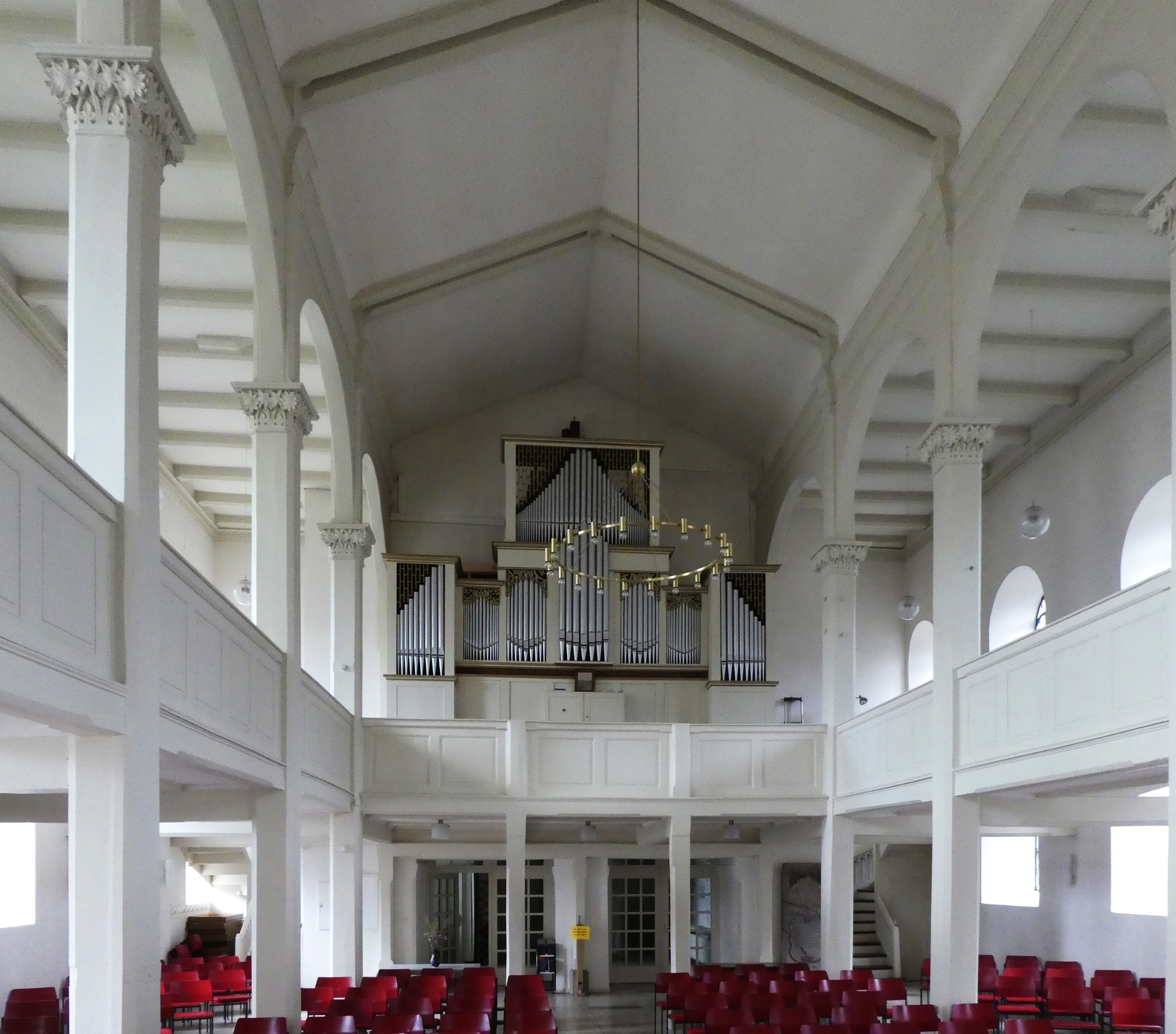
Innenansicht nach Westen zur Orgel (2025)
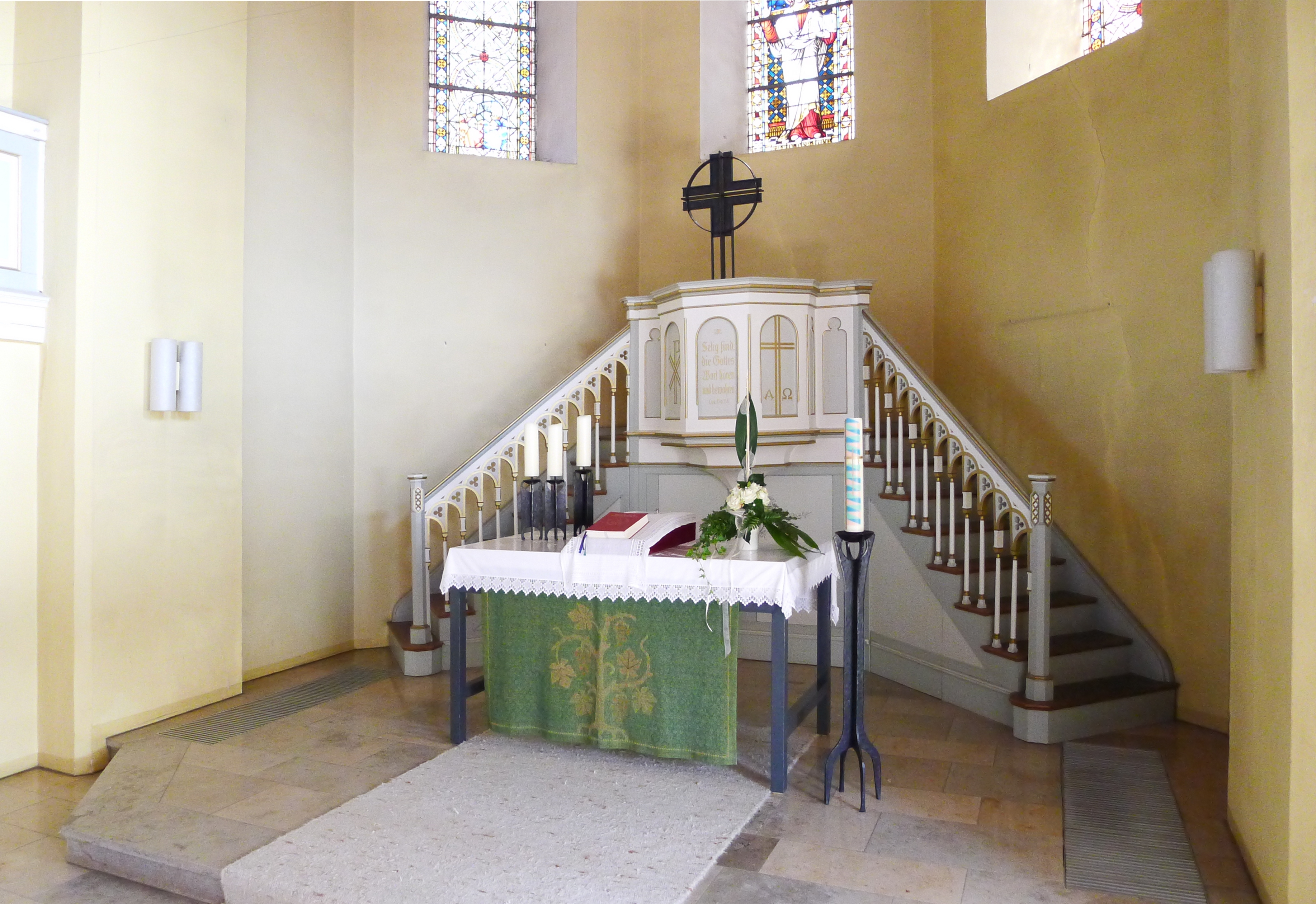
Altar und Kanzel (2013)
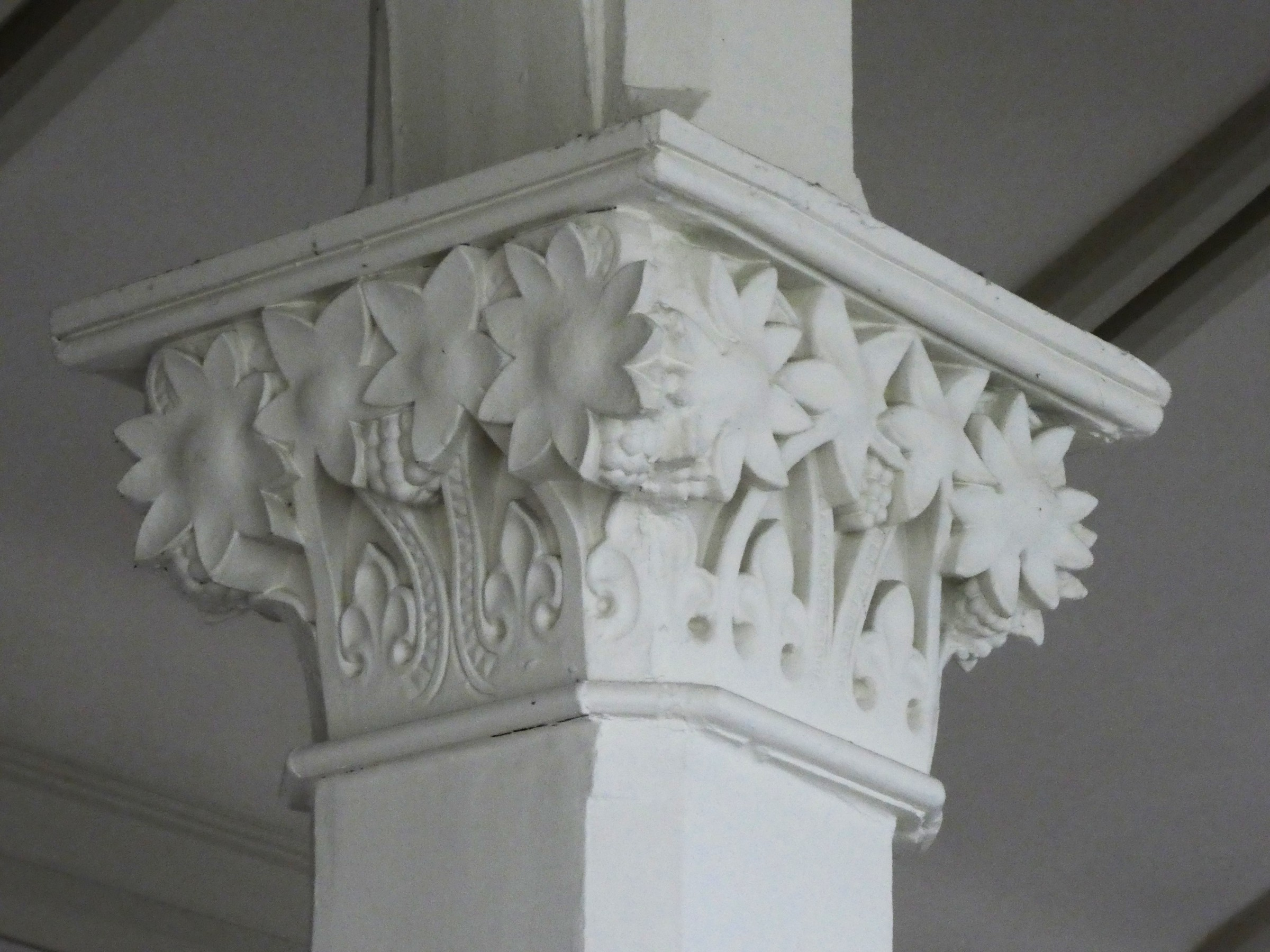
Kapitell
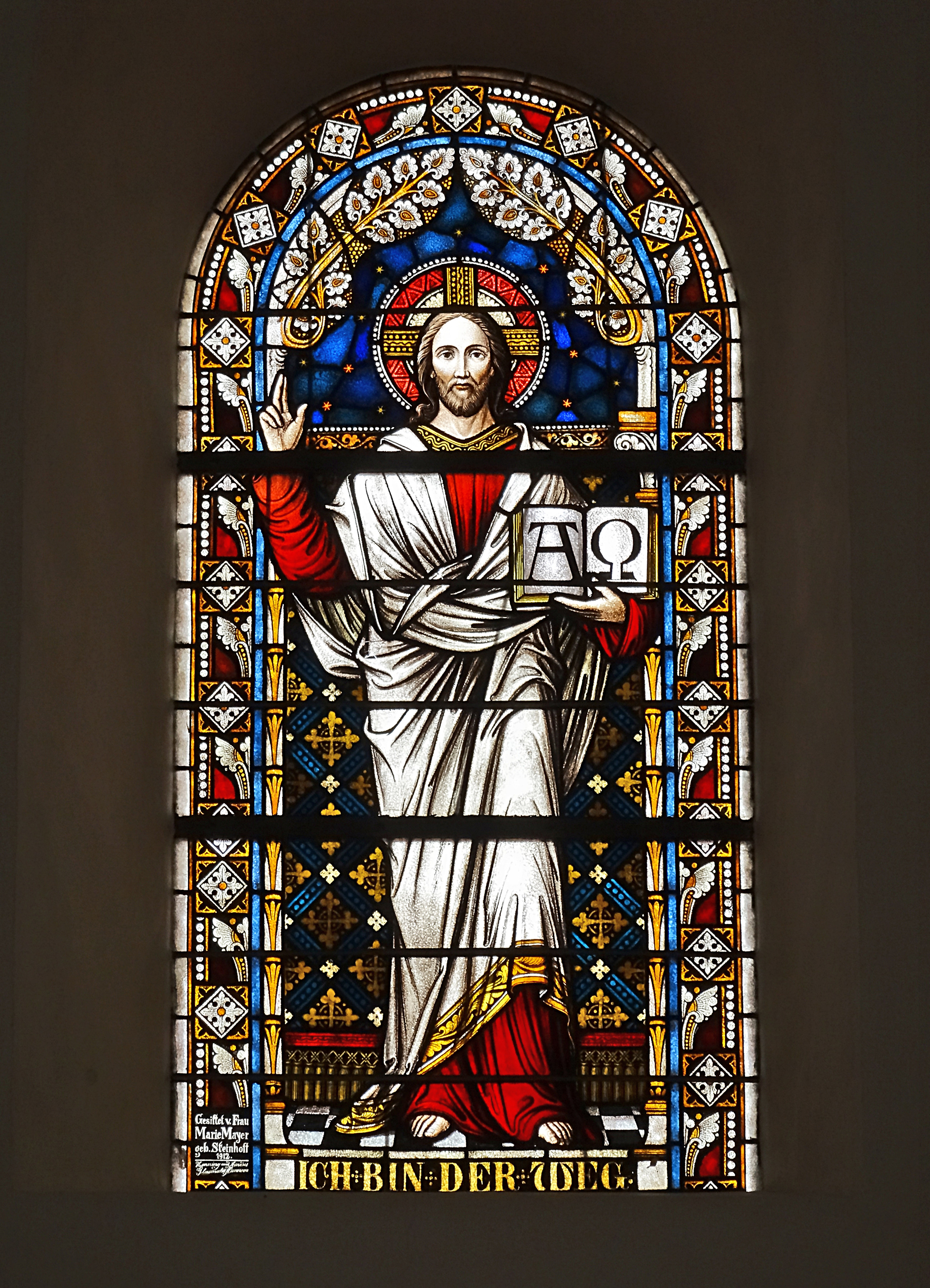
Chorscheitelfenster (2025)
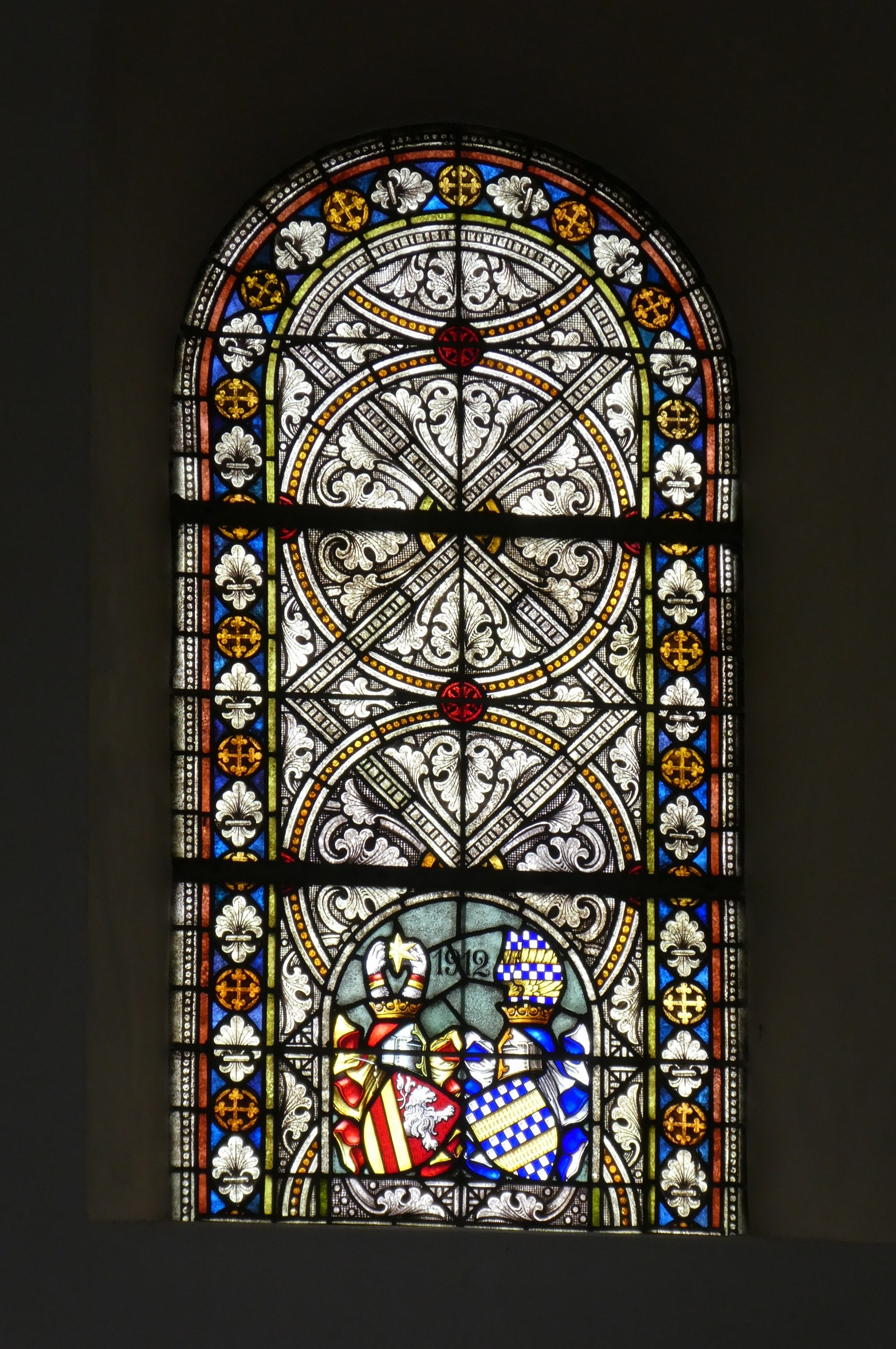
Nördliches Chorfenster (2025)

## Orgel
Nach Fertigstellung des Kirchenneubaus erhielt die Kirche 1856 durch den Orgelbauer Friedrich Wilhelm Euler aus Gottsbüren eine Orgel, die nach dem Turmbrand von 1887 erneuert, 1937 um ein zweites Manual ergänzt und 1963/64 durch Paul Ott (Göttingen/Bovenden) um ein Kronwerk auf einen Umfang von 22 Registern erweitert wurde. Restaurierungen der Orgel fanden 1994 und zuletzt durch die Orgelbaufirma Krawinkel (Trendelburg) 2023–2024 statt.

## Glocken
Das heutige Geläut aus Bronze ist 2008 in der Glockengießerei Bachert (Karlsruhe) gegossen und 2009 aufgehängt worden. Es löste drei 1921 und 1922 im Bochumer Verein gegossene Stahlglocken ab, die als Ersatz für im Ersten Weltkrieg zu Rüstungszwecken abgegebene Glocken dienten und jetzt auf dem ehemaligen Kirchfriedhof neben der Kirche aufgestellt sind. Eine der drei Stahlglocken trägt die zeittypische Reiminschrift: Unter dem Druck der drängenden Not / war Stahl für Bronze der Stunde Gebot.

Glocken
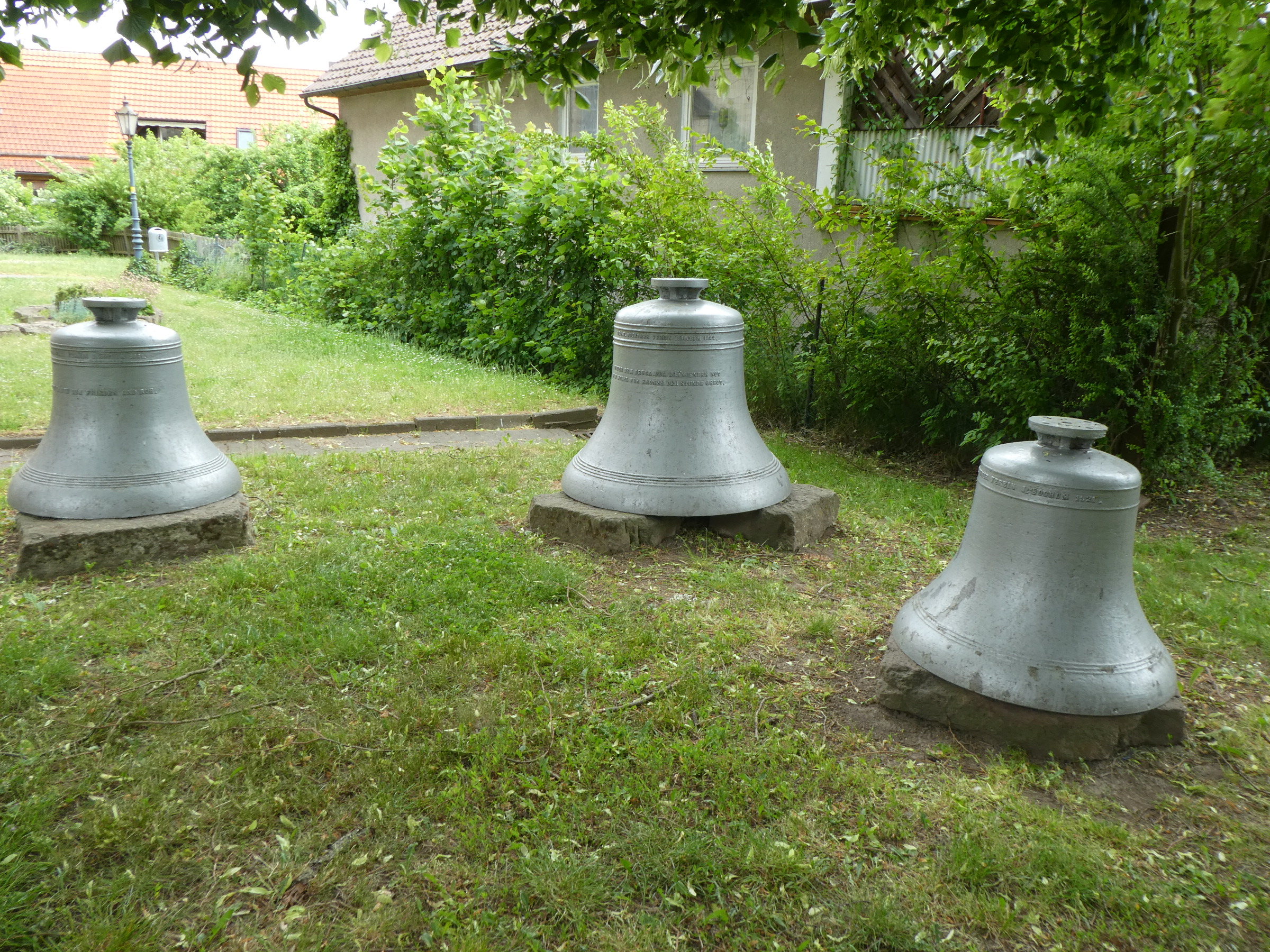
Drei Stahlglocken auf dem ehemaligen Kirchhof südlich vor der Kirche (2025)
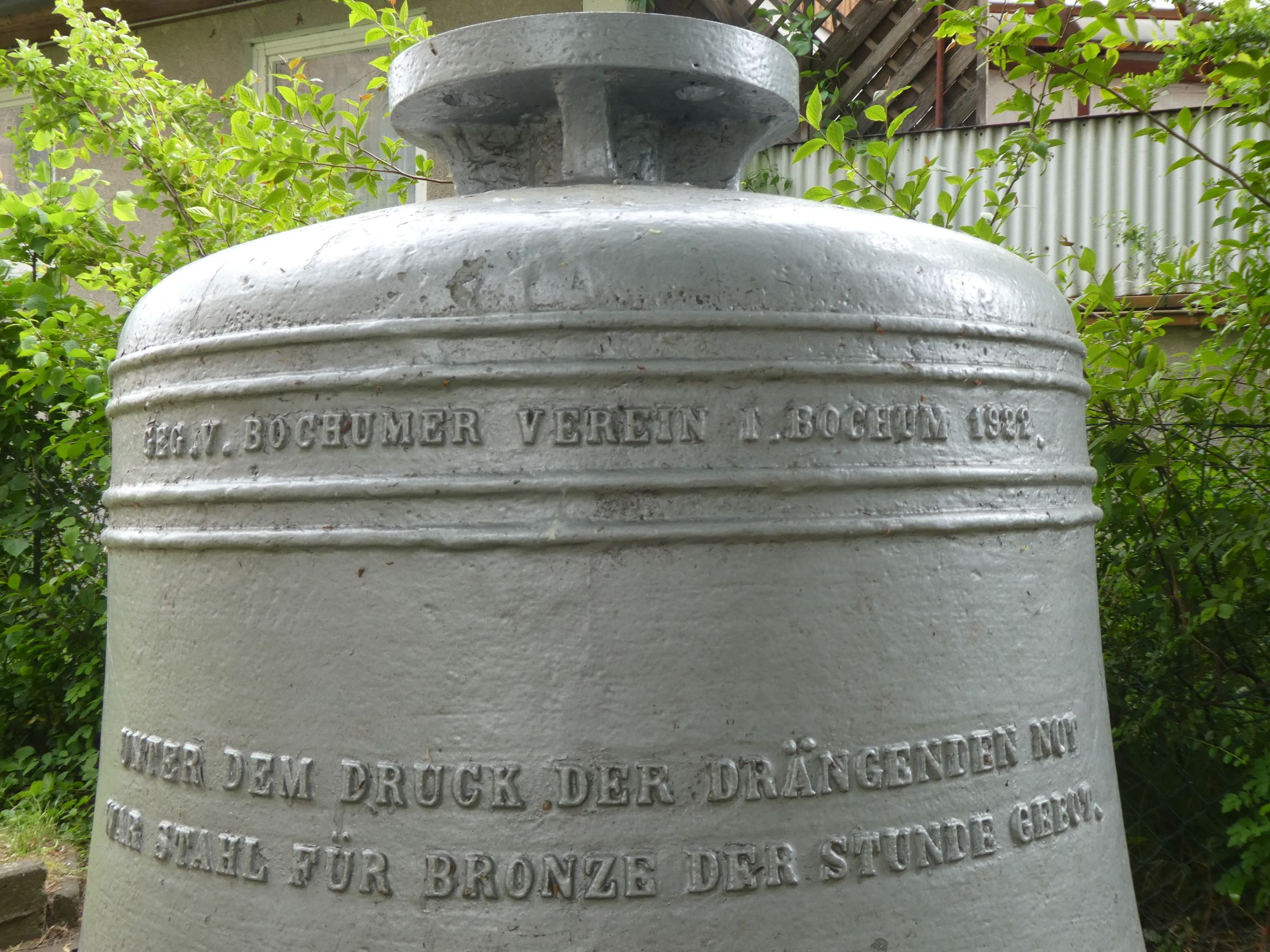
Stahlglocke von 1922 mit Inschriften (2025)

## Evangelische Pastoren
- 1549:Tilemann Rippkogel[7]
- bis 1588 Konrad Hülsmann[7]
- 1588–1589(?): Wilhelm Rauch[7]
- 1589–1624: Paulus Firens (Virens, Firlutius)[7]
- 1624–1640: Magister Johannes Thönen[7]
- 1640–1643: Bernhardus Nicolaus Gotzius (Götze)[7]
- 1644–1667: Arnoldus Grünreuter[7]
- 1667–1680: Johannes Cöler[7]
- 1681–1704: Johannes Mylius[7]
- 1705–1713: Johann Heinrich Mengershausen[7]
- 1713–1745: Johann Ludwig Grahlen[7]
- 1745–1752: Georg Jakob Redecker[7]
- 1753–1774: Christian Friedrich Fuchs[7]
- 1775–1798: Johann Christoph Bernhard Kellner[7]
- 1798–1814: Johann Leonhard Gottlieb Schleicher[7]
- 1814–1820: Johann Christoph Jakob Bethe[7]
- 1820–1832: Wilhelm Ludwig Schmidt[7]
- 1832–1836: Friedrich Wilhelm Streitwolf[7]
- 1836–1847: Friedrich Ludwig Schulze[7]
- 1848–1863: Georg Wilhelm von Sothen[7]
- 1864–1892: Karl Friedrich Gustav Seelhorst[7]
- 1893–1899: Karl Heinrich Friedrich Ludwig Stisser[7]
- 1899–1938: Karl Gustav Behrens[7]
- 1938–1956: Heinz Wortmann[7]
- bis 2009: Albrecht Benz[8]
- 2010–2024: Mark Trebing[8][9][10]
- 2024/25: Carsten Schiller (Hauptvakanzvertreter)[11]
- ab Sommer 2025: Hartmut Günther[12][13]

## Sonstiges
Die evangelisch-lutherischen Kirchengemeinden Bodenfelde und Wahmbeck sind vereinigt.
Die Christuskirche zählt seit 2012 zu den Radwege-Kirchen sowie verlässlich geöffneten Kirchen und ist von April bis Oktober von 8.00 bis 18.00 Uhr geöffnet. Sie liegt als Abstecher am 2005 gegründeten Pilgerweg Loccum–Volkenroda. Während der Öffnungszeiten wurde das Kircheninnere im Juli 2024 in einem Akt vom Vandalismus mit Hakenkreuz-Schmierereien beschädigt, was überregional Aufmerksam fand und zu Ermittlungen des Staatsschutzes führte.